# Madeleine (pintura)
|  | Aquest article tracta sobre Madeleine (pintura). Vegeu-ne altres significats a «Madeleine». |

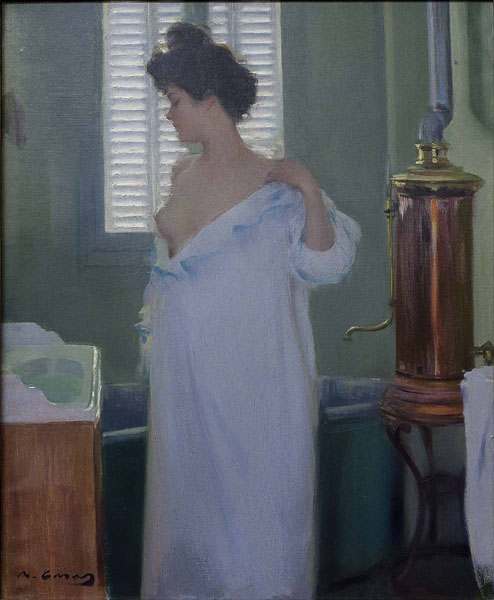
Abans del bany (1894)

Madeleine, també coneguda com L'absenta o Au Moulin de la Galette, és una pintura a l'oli realitzada per Ramon Casas el 1892 a París i actualment exposada al Museu de Montserrat.

## Context històric i artístic
Els cafès són un dels motius favorits de la pintura que es desenvolupa a París els últims anys del segle xix. Es tractava d'una temàtica lleument escandalosa, que presentava ambients i personatges poc recomanables: una dona sola en un cafè bevent i fumant era una imatge inequívoca per al públic de l'època. Casas recorda de bell nou Manet, tant en la iconografia com en la integració en un sol pla de l'espai de la figura i el fons esbossat del local, com en l'espai del bar del Folies-Bergère. Per al quadre va posar Madeleine de Boisguillaume, la qual també fou model de Rusiñol i de Toulouse-Lautrec.

### Recorregut històric
En un primer moment, La Madeleine era coneguda amb el nom de Au Moulin de la Galette, nom sota el qual es va mostrar per primer cop a l'Exposition des Indépendents de París l'any 1892. També va ser exposada a la Sala Parés de Barcelona formant part d'una mostra col·lectiva sota el nom de Au bal el mateix any. Tot i que la pintura de Ramon Casas ha sigut coneguda sota diferents noms com, L'absenta, Celos, Louise i fins i tot com a La dona del cigar, no es fins a la seva participació en la primera exposició antològica de l'artista a la Sala Parés el 1900 que la peça es presenta com a La Madeleine, nom atorgat per Utrillo el qual acabarà imposant-se sobre els altres.
Tot i que el quadre va formar part del a col·lecció d'Enric Batlló, després va passar a mans de Josep Sala Ardiz, el qual després de la seva mort al 1980 va donar tot un seguit d'obres al Museu de Montserrat, entre elles La Madeleine.

### Cafés-concert
Els cafés-concert, van ser espais de retrobament social, com els cabarets o el music-hall, normalment, s'associen a la Belle Époque francesa. En aquests indrets, les persones acudeixen a beure alcohol, contemplar espectacles i interactuar socialment. Tant els cafès-concerts com els music-hall o els cabarets, són una derivació del que en el passat van ser les tavernes i més contemporàniament els cafès. Es en aquest context on trobem a les bebedores d'absenta.
A partir del 1860, els cafès-concert es van convertir en espais destacats dins de la vida nocturna Parisenca. Al principi, els trobem a l'aire lliure, com per exemple, als Champs-Elysées. Més tard, s'instal·len en espais d'interior dins dels principals bulevards construïts per Haussmann. Els cafès-concert, van aconseguir per primer cop reunir públics de diferents classes socials en un mateix espai duent a terme les mateixes activitats. Els bohemis i els artistes aprofitaven aquests espais per inspirar-se, per intercanviar idees i per crear. Per tant, és en aquest context on s'emmarquen les consumidores d'absenta.

## Ramon Casas i la dona

### Louise Hortense Boisguillaume
Louise Hortense Boisguillaume, coneguda popularment com a Madeleine, va néixer a París l’any 1873, filla d’un comerciant de teixits i va morir a Montoire l’any 1944. La model, molt abans de treballar per a Ramon Casas en la seva obra Madeleine realitzada al Moulin de la Galette, ja havia fet de model anteriorment per a Ramon Casas i Santiago Rusiñol a l’hivern del 1890-1891, la podem trobar en obres com Jalousie i Concurrent del Moulin de la Galette de Ramón Casas o Als cavallets de Rusiñol. Curiosament, tot i haver fet de model en nombroses ocasions, el veritable ofici de Louise Hortense va ser el de modista.
Segons Miquel Utrillo, sabem que Louise Hortense, va començar la seva trajectòria de model de la mà de l’artista Toulouse-Lautrec, podem observar la seva presència al quadre La fille à la fourrure realitzada l'any 1891. Així doncs, quan la model posava per a Casas i Rusiñol, també ho feia per a Lautrec. Miquel Utrillo descriu a la Madeleine dels anys noranta com una dona de Rubens, que sempre vestia amb faldilles i de roig, ressalta la blancor de la seva pell, el daurat dels seus cabells i la seva actitud riallera.

### Ramon Casas i el tractament de la dona
Quant als retrats, el prototip de dona ideal per a Ramon Casas és el de dones cosmopolites, elegants i sofisticades, allunyant-se de les prostitutes i cantants de Toulouse-Lautrec. Concep a la dona com un objecte passiu, com a objecte de desig destinat a complaure a l'home. Les seves escenes més intimistes, en contra de les de Degas estan força idealitzades i fa un esforç per potenciar la bellesa en escenes que mostren accions de la vida quotidiana, un bon exemple es Antes del baño realitzada per l'artista català l'any 1894. Tant en aquesta pintura com en La Madeleine ressalta la capacitat tècnica de l'artista per presentar a les dones dins d'una atmosfera misteriosa on s'integren a la perfecció tots els elements de l'escena.
Tot i que Casas sempre es va mantenir proper als interessos de l'elit dominant i rara vegada estava involucrat en escàndols, algunes de les seves innovacions estilístiques presentades a España les quals incloïen nuus no van ser ben rebudes. Aquesta representació de la dona no estava ben vist dins de l'Espanya catòlica. Obres com Figura nua de 1893 i Flores deshojadas de 1894 van ser rebutjades en les exposicions per les seves al·lusions eròtiques. En definitiva, les representacions de Casas destaquen per la seva visió moralista, distingint-se del naturalisme de Toulouse-Lautrec, el qual es decanta per donar visibilitat a la prostitució i a tot allò que representa la decadència de finals de segle.

## Descripció
Aquest retrat modernista és una pintura a l'oli sobre tela, amb una altura total de 117 cm per 90 cm d'amplada i va ser realitzada a París l'any 1892. L'artista ens presenta la figura d'una dona en primer pla vestida de roig amb un pur sense prendre a la mà i una copa d'absenta plena, la qual cosa, es podria interpretar com a indici d'espera d'algun acompanyant. La figura es troba emmarcada dins del cafè-concert del Moulin de la Galette, ella, està disposada davant d'un mirall que ens permet observar el bullici de persones que l'envolten. Inevitablement, aquest aspecte ens fa recordar El bar del Folies-Bergère pintat per Manet el 1882. Quant a la composició, destaca la seva concepció fotogràfica, on hi han alguns elements que queden tallats incrementant la sensació de realitat, aquesta característica va ser fortament explotada per l'artista Degas en les seves obres pictòriques.

Pel que respecta al rostre de la jove, destaca per la melancolia que transmet, expressió emprada i relacionada habitualment en la representació de les prostitutes. Baudelaire fa la següent reflexió respecte a la representació de figures femenines amb expressió melancòlica:
“Su belleza procede del Mal siempre desprovista de espiritualidad, pero algunas veces teñida de una fatiga que finge ser melancolía. Dirige su mirada hacia el horizonte, como el animal de presa; el mismo extravío, la misma distracción indolente, y también, a veces, la misma fijeza de atención”
L'aire misteriós que envolta la retratada i l'ús dels recursos plàstics, aconsegueixen dignificar i ennoblir la figura. Tanmateix, altres aspectes que criden l'atenció es el tractament que fa del color i de la pinzellada, aquesta última destaca per les pinzellades llargues, les quals queden més evidenciades en el tractament del mirall, immortalitzant l'instant precís que succeeix al cafè-concert.

## Influències
Casas és un pintor d'origen espanyol, àmpliament lligat al modernisme de finals de segle a Catalunya, el qual de la mateixa manera que molts altres artistes, va realitzar viatges a la capital francesa per aprendre i impregnar-se de les seves tendències, durant la seva estança a París va establir-se al barri de Montmartre. Existeixen clares similituds entre l'artista Català i el francès Toulouse-Lautrec, Casas no sol es va endinsar dins de la vida bohèmia, també va començar a retratar-la, tal com feia l'artista francès.
Observant la seva obra, podem trobar clares referències en les seves composicions, un bon exemple el trobem en les dues peçes anomenades Baile del Moulin de la Galette, realitzades pràcticament de manera contemporània pels dos artistes.
Durant la seva estança a la capital parisenca i dins del context del Moulin de la Galette Ramon Casas, va realitzar tot un seguit d'obres del que succeïa al seu interior. En destaquen Interior del Moulin de la Galette, obra molt similar a la de Toulouse-Lautrec coneguda com Un rincón del Moulin de la Galette feta l'any 1892 i Plein Air realitzada l'any 1891. Així i tot, l'estil de Casas destaca per l'ús d'una paleta de colors predominantment freda i per l'ús del clarobscur. També, destaca per les seves pròpies particularitats, on tot i la influència del món de Montmartre, Toulouse-Lautrec i Degas, l'artista català no acaba d'allunyar-se de les expectatives de l'alta burgesia i de la tradició acadèmica.